# Aeroportul Jeonju
Aeroportul Jeonju (IATA: CHN, ICAO: RKJU) este un aeroport din Jeolla de Nord, Coreea de Sud ce deservește zona Jeonju⁠(d). A fost numit după zona deservită.
Situat la o altitudine de 29 m, aeroportul dispune de o singură pistă. Este operat de Republic of Korea Air Force⁠(d).